# امیرمحمد گلزاده
امیرمحمد گلزاده' (زاده ۱۹ اردبیهشت ۱۳۸۲ در کرج) بازیکن والیبال اهل ایران است وی در مسابقات جوانان جهان ۲۰۲۳ ارزشمندترین بازیکن مسابقات شناخته شد وی از مهره های کلیدی ایران در  مسابقات زیر ۲۱ سال جهان بود که در قهرمانی تیم ملی جوانان ایران تاثیر بسیاری داشت